# Condado de Warren (Iowa)
El condado de Warren (en inglés: Warren County, Iowa), fundado en 1846, es uno de los 99 condados del estado estadounidense de Iowa. En el año 2000 tenía una población de 40 671 habitantes con una densidad poblacional de 27 personas por km². La sede del condado es Indianola.

## Geografía
Según la Oficina del Censo, el condado tiene un área total de 1477 km² (570,3 mi²), de la cual 1474 km² (569,1 mi²) es tierra y 4 km² (1,5 mi²) es agua.

### Condados adyacentes
- Condado de Polk norte
- Condado de Marion este
- Condado de Lucas sureste
- Condado de Clarke suroeste
- Condado de Madison oeste

## Demografía
En el 2000 la renta per cápita promedia del condado era de $50 349, y el ingreso promedio para una familia era de $56 334. El ingreso per cápita para el condado era de $20 558. En 2000 los hombres tenían un ingreso per cápita de $36 983 contra $26 768 para las mujeres. Alrededor del 5.10% de la población estaba bajo el umbral de pobreza nacional.
| 1900   | 1910   | 1920   | 1930    | 1940   | 1950   | 1960   | 1970   | 1980   | 1990   | 2000   | Est.2006 |
| ------ | ------ | ------ | ------- | ------ | ------ | ------ | ------ | ------ | ------ | ------ | -------- |
| 20 376 | 14 420 | 18 194 | 18. 047 | 17 700 | 17 695 | 20 829 | 27 432 | 34 878 | 36 033 | 40 671 | 43 926   |

## Lugares

### Ciudades
| - Ackworth - Bevington - Carlisle - Cumming | - Des Moines - Hartford - Indianola - Lacona | - Martensdale - Milo - New Virginia - Norwalk | - Sandyville - Spring Hill - St. Marys - West Des Moines |

### Comunidades no incorporadas
- Cool
- Liberty Center
- Prole

### Principales carreteras
| - Interestatal 35 - U.S. Highway 65 - U.S. Highway 69 - Carretera de Iowa 5 | - Carretera de Iowa 28 - Carretera de Iowa 92 - Carretera de Iowa 316 |